# Petite rivière aux Foins
Petite rivière aux Foins är ett vattendrag i Kanada.   Det ligger i provinsen Québec, i den östra delen av landet, 500 km nordost om huvudstaden Ottawa.
I omgivningarna runt Petite rivière aux Foins växer i huvudsak blandskog. Trakten runt Petite rivière aux Foins är nära nog obefolkad, med mindre än två invånare per kvadratkilometer.